# 條紋滑鰓喉盤魚
條紋滑鰓喉盤魚，為輻鰭魚綱鱸形目喉盤魚亞目喉盤魚科的其中一種，分布於中西太平洋的馬紹爾群島及馬里亞納群島海域，屬底棲性魚類，生活在潮間帶。